# Lykopen

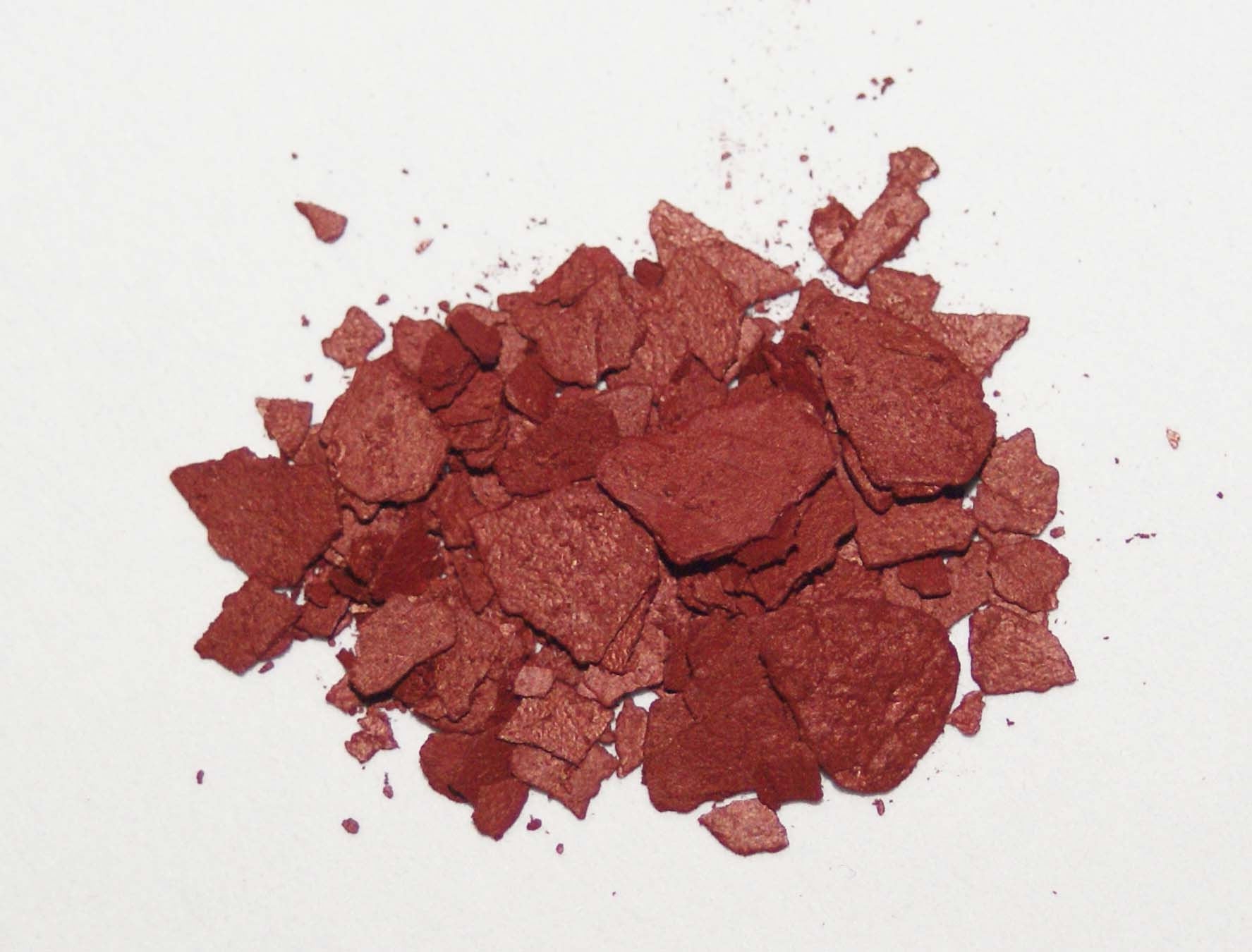
Lykopen – prášek

Lykopen je červené rostlinné barvivo s antioxidačním účinkem ze skupiny karotenoidů neobsahujících kyslík. Patří mezi biologicky důležité tetraterpeny (acyklický tetraterpen; vysoce nenasycený uhlovodík s 11 konjugovanými a dvěma izolovanými dvojnými vazbami), je jedním z provitaminů vitamínu A a je schopen absorbovat světlo.

## Biosyntéza
Spojením dvou geranylpyrofosfátů vzniká dvacetiuhlíkatý geranylgeranylpyrofosfát, který se dále přeměňuje v lykopen. Z lykopenu pak vzniká buď alfa-karoten, který se dále přeměňuje na lutein, nebo beta-karoten. Lykopen je chemicky relativně stabilní, takže v potravinách i lidském těle degraduje pomaleji než např. beta-karoten.

### Zdroje lykopenu
K významným zdrojům lykopenu patří: vodní meloun, rajče, posed bílý, šípek růže, červený grapefruit, guava.[zdroj?]

## Působení na lidský organizmus
Lykopen má jako antioxidant ochranný vliv na lidské buňky, tkáně a orgány a přispívá ke „snižování rizika výskytu kardiovaskulárních onemocnění, snižování hladiny cholesterolu v krvi, podpoře imunitního systému a ochraně kůže před negativním vlivem UV záření“.
Lykopen také snižuje pravděpodobnost vzniku některých nádorových a degenerativních onemocnění a chrání pleť před stárnutím.
Odborníci také uvádějí, že antioxidační efekt je jedním z pozitivních faktorů, které pomáhají snižovat riziko vzniku onkologických onemocnění. Lykopen je také vhodný jako antioxidant při srdečně cévních onemocněních, kdy se podílí na ochraně endotelu. Pomáhá také zlepšovat funkci prostaty. Je ovšem důležité vědět, že vědci zjistili, že u kuřáků pozitivní vliv konzumace lykopenu mizí.[zdroj?]
Zejména díky obsahu lykopenu je možné rajčata, rajčatový džus či protlak využívat v prevenci a léčbě řady onemocnění a kosmetických problémů. Optimální denní dávku lykopenu však získáme až konzumací 12 kusů dobře zralých rajčat, takže v některých případech je možné doporučit kombinaci rajčat (či džusu a jiných rajčatových produktů) s lykopenem z lékárny.
Lykopen působí synergicky s vitamínem C, takže je velmi vhodné při preventivním či terapeutickém využití lykopenu či rajčat doplňovat i tento vitamín.

## Dávkování
Doporučená denní dávka se pohybuje pro různé účely mezi 10 a 300 miligramy, prodávané kapsle obsahují nejčastěji 10 nebo 167 miligramů lykopenu.
Ve zralých červených rajčatech je ho obvykle 30–75 mg/kg.
Obvyklá léčebná denní dávka je 2–3× denně 2–3 dcl rajské šťávy nebo jednou až 2× denně 167 miligramů lykopenu.
Pro farmaceutické účely se používají speciálně šlechtěná rajčata s vyšším obsahem Lykopenu. Sterilováním ovoce a zeleniny s obsahem lykopenu se jeho obsah podstatně nesnižuje. Tepelnou úpravou rajčat naopak obsah využitelného lykopenu v pokrmech stoupá.